# カルロス・エウジェニオ・シモン
カルロス・エウジェニオ・シモン（Carlos Eugênio Simon, 1966年1月5日 - ）はブラジル出身のサッカー審判員。身長179cm。1997年からFIFAの国際審判員として活動している。ポルトガル語、スペイン語を使用できる。

## 担当した主な国際大会

### 2002 FIFAワールドカップ
2002 FIFAワールドカップでは2試合を担当した。
- グループF: イングランド vs スウェーデン
- グループG: メキシコ vs イタリア

### 2006 FIFAワールドカップ
2006 FIFAワールドカップでは3試合を担当した。
- グループE: イタリア vs ガーナ
- グループH: スペイン vs チュニジア
- 決勝1回戦: ドイツ vs スウェーデン

### 2010 FIFAワールドカップ
2010 FIFAワールドカップでは2010年7月7日現在2試合を担当している。
- グループC: イングランド vs アメリカ合衆国
- グループD: ガーナ vs ドイツ